# Liberazione (serie di film)
Osvobozhdenie (Освобождение, lett. Liberazione) è una serie cinematografica sovietica di 5 film di guerra distribuiti tra il 1970 e il 1972, tutti diretti da Jurij Ozerov. Nei 5 film vengono narrati gli eventi della seconda guerra mondiale sul fronte russo, a partire dalla battaglia di Kursk fino ad arrivare alla conquista di berlino.

## Film

### Serie

#### Film I: il saliente di fuoco (Фильм первый — «Огненная дуга») (1968)
Dopo che i sovietici sono stati allertati dell'imminente offensiva tedesca a Kursk, lanciano un attacco di artiglieria preventivo, ritardando il nemico. Il battaglione del tenente colonnello Lukin - guidato dagli ufficiali Tzvetaev, Orlov e Maximov - partecipa alla battaglia, così come il carro armato del tenente Vasiliev.
I partigiani jugoslavi escono dall'accerchiamento. A Kursk viene lanciata la controffensiva sovietica. Erich von Manstein impegna tutte le sue forze in un assalto finale, portando i sovietici vicini alla sconfitta. Vatutin esorta a inviare la riserva strategica, che respinge i tedeschi.

#### Film II: sfondamento (Фильм второй — «Прорыв») (1969)
Qui viene mostrata la liberazione di Orel e Belgorod, così come l'abbandono di Kharkov da parte dei tedeschi. Viene creata una falsa testa di ponte sulla riva destra del Dnepr per attirarvi grandi forze tedesche. La testa di ponte viene completamente circondata e la maggior parte dei suoi difensori morì, con pochi sopravvissuti. Gli autori includevano anche i loro eroi in questo elenco. Contemporaneamente Benito Mussolini viene arrestato nel corso della congiura del maresciallo Pietro Badoglio . Su ordine di Adolf Hitler e grazie all'intervento dei paracadutisti tedeschi guidati da Otto Skorzeny, il Duce viene liberato.Le truppe tedesche fasciste occupano l'Italia. Il film si conclude con la Conferenza di Teheran.

#### Film III: la direzione dell'attacco principale (Фильм третий — «Направление главного удара») (1970)
Il film copre il periodo dalla conferenza di Teheran all'inizio della liberazione della Polonia nel luglio 1944.
Il 15 dicembre 1943, l'agente dei servizi segreti tedeschi "Cicerone" ruba dall'ambasciata britannica ad Ankara i materiali della Conferenza di Teheran, che parlano della futura apertura di un secondo fronte in Normandia. Hitler non crede nella veridicità di questi documenti e crede che Churchill non accetterà tale opzione per un secondo fronte.
Il film mostra anche il momento in cui, il 29 febbraio 1944, dopo essere incappato in una presunta rottura dall'accerchiamento dei tedeschi, Nikolai Vatutin, comandante delle truppe del 1º fronte ucraino, fu ferito a morte (infatti, Vatutin fu ferito a seguito di una collisione tra il suo gruppo di quartier generale e un distaccamento di nazionalisti ucraini). L'Armata Rossa continua la sua offensiva sulla riva destra dell'Ucraina e in Bielorussia.
Nella primavera del 1944, il Quartier Generale dell'Alto Comando Supremo studia possibili indicazioni per la principale operazione offensiva dell'anno, prevista per l'estate. Georgy Zhukov parte per la Bielorussia e lavora su una possibile offensiva su quel fronte. Dopo alcune discussioni, il comando sovietico sviluppa un piano per l'operazione offensiva bielorussa "operazione Bagration " . A seguito di ostilità su larga scala nell'ambito di questa operazione, il Centro del gruppo dell'esercito tedesco fu sconfitto e il territorio della Bielorussia, parte degli Stati baltici e della Polonia fu liberato.
Il 6 giugno gli alleati sbarcarono in Normandia, a seguito del quale, tra i generali tedeschi, crescendo l'insoddisfazione per Hitler, e il 20 luglio organizzarono un attentato a Hitler per prendere il potere e concludere una pace separata con gli alleati occidentali. Tuttavia, Hitler rimane vivo e le truppe fedeli a Hitler sopprimono la ribellione e sparano ai suoi partecipanti.
L'Armata Rossa, insieme alla 1ª armata polacca, attraversa il Bug meridionale e inizia la liberazione della Polonia.

#### Film IV: la battaglia per Berlino (Фильм четвёртый — «Битва за Берлин») (1971)
L'Armata Rossa all'inizio del 1945 libera la Polonia e raggiunge il confine tedesco. Le truppe del 1° fronte bielorusso respingono il contrattacco nazista in Pomerania. Stalin chiama Zhukov e Konev a Mosca e assegna il compito di catturare Berlino nel più breve tempo possibile e assolutamente prima degli alleati.
La battaglia principale alla periferia di Berlino è l'assalto alle alture di Seelow. Ha luogo la Conferenza di Yalta, durante la quale i capi di Stato dei vincitori elaborano piani per l'ordine mondiale del dopoguerra. 
Su ordine di Hitler, il Reichsführer delle SS Heinrich Himmler invia il capo di stato maggiore delle SS Obergruppenführer Karl Wolff a Berna per negoziare conAllen Dulles. Le petroliere del tenente Vasiliev irrompono alla periferia di Berlino e si fermano ad aspettare in una delle case.

#### Film V: l'ultimo assalto  (Фильм пятый — «Последний штурм») (1971)
Il film racconta la presa di Berlino e l'assalto diretto al Reichstag . Alla fine del film, salvando gli abitanti della città assediata durante l'allagamento della metropolitana di Berlino, muore uno dei personaggi principali del film, il capitano Tsvetaev.

## Cast

### paesi di provenienza

#### Urss
- Nikolai Olyalin: capitano di artiglieria Sergei Tsvetaev
- Larissa Golubkina: infermiera Zoya sposa Cvetaeva
- Boris Seidenberg: maggiore comandante del battaglione Orlov
- Sergej Nikonenko: Sasha aiutante
- Michail Ul'janov :Georgy Konstantinovich Zhukov
- Vladlen Davydov: Konstantin Konstantinovich Rokossovsky
- Yuri Legkov:Ivan Stepanovich Konev (film 1, 2)
- Vasily Shukshin:Ivan Stepanovich Konev (film 3, 4, 5)
- Evgenij Burenkov: Alexander Mikhailovich Vasilevsky
- Dmitry Franko: Pavel Semyonovich Rybalko comandante della 3ª armata di carri armati delle guardie
- Yuri Kamorny: tenente Vasiliev petroliera
- Mikhail Nozhkin: Il tenente Yartsev
- Valery Nosik	Sergente Dorozhkin, operatore radio del carro armato Vasiliev
- Vsevolod Sanaev: tenente colonnello Lukin
- Vladimir Samoilov: Il colonnello Vladimir Nikolaevich Gromov
- Igor Ozerov: Il tenente Leontiev
- Bukhuti Zakariadze: Joseph Vissarionovich Stalin
- Ivan Pereverzev: Vasily Ivanovich Chuikov
- Vladislav Strzhelchik: Alexei Innokentyevich Antonov Vice capo di stato maggiore, capo di stato maggiore dell'Armata Rossa
- Anatoly Romashin 	Vasily Mitrofanovich Shatilov Maggiore Generale, comandante della 150ª divisione fucilieri
- Nikolaj Rybnikov 	Mikhail Fedorovich Panov Maggiore Generale, Comandante del 1 ° corpo di carri armati Don
- Vladimir Korenev 	Capitano Stepan Andreevich Neustroev, comandante del 1 ° *battaglione di fucilieri del 756 ° reggimento di fucilieri della 150ª divisione di fucilieri
- Edward Izotov 	Aleksey Prokofievich Berest tenente, vice comandante per gli affari politici del 1 ° battaglione di fucilieri del 756 ° reggimento di fucilieri della 150ª divisione di fucilieri
- Sergey Kharchenko 	Nikolai Fedorovich Vatutin comandante delle truppe del Voronezh, e successivamente del 1 ° fronte ucraino
- N*ikolaj Rushkovskij 	Kirill Semyonovich Moskalenko comandante della 38ª armata
- Konstantin Zabelin 	Mikhail Efimovich Katukov (doppiato da Konstantin Tyrtov) Comandante della 1ª armata di carri armati della guardia
- Vladimir Zamansky 	Pavel Ivanovich Batov comandante della 65ª armata
- Kleon Protasov 	Sergei Matveyevich Shtemenko Capo della direzione operativa dello stato maggiore dell'Armata Rossa
- Aleksandr Afanasiev 	Dmitry Danilovich Lelyushenko comandante della 4ª armata di carri armati delle guardie
- Alexey Glazyrin 	Panteleimon Kondratievich Ponomarenko
- Petr Glebov 	Pavel Alekseevich Rotmistrov comandante della 5ª armata di carri armati delle guardie
- Grigorij Mikhailov 	Mikhail Sergeevich Malinin
- Pyotr Shcherbakov 	Il maggiore generale Konstantin Fedorovich Telegin Membro del consiglio militare del Voronezh, e successivamente del 1 ° fronte ucraino
- Romano Tkachuk 	Alexey Alekseevich Epishev Membro del Consiglio militare della 38ª armata
- Sergei Lyakhnitsky 	Semyon Ilyich Bogdanov comandante della 2ª armata di carri armati delle guardie
- Lev Polyakov	Andrey Antonovich Grechko Vice comandante del 1 ° fronte ucraino
- Alexander Smirnova	Generale Mikhail Barsukov
- Viktor Borcov	Tenente generale delle truppe corazzate Grigory Oryol Capo del BTMV del 1 ° fronte bielorusso
- Vyacheslav Voronin	Generale Aleksey Burdeyny Comandante del 2 ° corpo di carri armati Tatsinsky
- Valery Karen 	Ivan Khristoforovich Bagramyan
- Viktor Baikov 	Vyacheslav Molotov, commissario del popolo per gli affari esteri dell'URSS
- Nikolay Bogolyubov 	Kliment Efremovich Vorosilov
- Victor Avdyushko	maggiore Maksimov
- Vladimir Gerasimov 	Tenente Kruglikov
- Mikhail Gluzsky 	sergente Ryazhentsev
- Nikolaj Eremenko 	Josip Broz Tito
- Petr Lubeshkin 	Il tenente colonnello Korkin
- Ivan Mykolaichuk 	Savchuk
- Romano Chomyatov 	Il traduttore tedesco che ha sparato al maggiore Maksimov
- Alexey Alekseev	Vasily Ivanovich Kuznetsov comandante della 3ª Armata d'assalto
- Vadim Grachev 	Colonnello Anatoly Golubov
- Yuri Martynov 	L'aiutante di Gromov
- Yuri Pomerantsev	Andrey Andreevich Vlasov comandante della ROA e presidente della KONR
- Michail Postnikov 	Vasily Danilovich Sokolovsky Vice comandante del 1 ° fronte bielorusso
- Alexey Presnetsov 	Sergei Ignatievich Rudenko comandante della 16ª armata aerea
- Olev Escola 	Artù von Christman
- Anatoly Kuznetsov 	Georgy Nefedovich Zakharov comandante della 303ª divisione dell'aviazione da combattimento
- Nikolaj Lebedev 	Stepan Akimovich Krasovsky comandante della 2ª armata aerea
- Georgij Tusuzov	Vittorio Emanuele III Re d'Italia
- Giulia Dioshi	Magda Goebbels
- Yuri Durov	Winston Churchill
- Elizaveta Alekseeva 	Eleonora Roosevelt
- Alexander Barushnoy	Alan Francesco Brook
- Leonid Dovlatov 	Tenente generale Sergei Teodorosovich Galadzhev (accreditato come L. Davlatov), capo del dipartimento politico del 1 ° fronte bielorusso
- Nikolaj Simkin 	Tenente generale Sidorenko
- Viktor Shakhov 	Autista di carri armati Gorokhov
- Josif Gogichaishvili 	Yakov Djugashvili
- Vladimir Razumovsky 	Il tenente Zaitsev pilota " Normandy "
- Lev Prygunov 	Jacques, pilota "Daisy" Normandy-Niemen
- Iren Azera 	Tanya segnalatore
- Aleksandr Kuznetsov 	Cuoco "Gulya".
- Georgij Burkov 	sergente
- Yuri Nazarov 	Combattente ROA catturato da Sasha
- Yuri Dubrovin 	messaggero inviato a Leontiev
- Evgenij Shutov 	comandante partigiano (film 3) / combattente del battaglione di Neustroev (film 5)
- Bolot Beishenaliev 	petroliera, autista di carri armati Vasiliev
- Valentin Grachev 	Operatore radio Leontiev
- Vladimir Protasenko 	aiutante Vatutin
- Ingrida Andrinya 	una donna tedesca che ha parlato con il tenente Vasiliev
- Tynu Aav 	Ufficiale tedesco in un campo di concentramento
- Mikhail Kokshenov 	L'artigliere del capitano Cvetaev
- Yuri Kireev 	ordinato
- Yuri Bogolyubov 	traduttore Molotov a Teheran
- Kachin tedesco 	fotografo nel battaglione di Neustroev
- Vladimir Kashpur 	soldato con le scarpe bagnate
- Leonid Kuravlev 	segnalatore inviato al bunker di Hitler
- Nikolai Smorchkov 	L'attendente del capitano Neustroev
- Viktor Uralsky 	soldato
- Konstantin Tirtov 	Generale di Stato Maggiore del Fronte Voronezh
- Olga Prochorov 	donna tedesca nella casa di Berlino
- Yuri Leonidov 	maggiore, comandante di un battaglione di fanteria dell'esercito di *Rybalko
- Bruno Oia	Ufficiale tedesco in un campo di concentramento che urla
- Voldemar Acuraters 	Capitano americano William F. Stuart
- Anatoly Soloviev	Capitano 2 ° grado Stepan Maksimovich Lyalko
- Evgenij Vlasov
- Y. Emelyanov
- V. Zaporozhets
- Y. Kozlovsky
- Leo Lobov 	Il colonnello Fyodor Matveyevich Zinchenko
- Sergey Malishevskij 	Aiutante Vatutin (film 3)
- Guglielmo Reischwitz
- Georgy Rybakov 	interprete Chuikov
- Aleksandr Titov
- Giorgio Kharabadze 	Melito Kantaria
- Gennady Krasheninnikov	Esploratore di Mikhail Egorov
- Erwin Knausmuller	generale tedesco

Recitazione vocale 
- Konstantin Tyrtov - il ruolo di Konstantin Zabelin
- Artyom Karapetyan  - testo dietro le quinte

#### DDR
- Fritz Dietz  - Adolf Hitler
- Erich Thide - Heinrich Himmler
- Hanno Hasse - Gunther von Kluge
- Horst Giese [ de ]  - un geniere prigioniero (film 1), Joseph Goebbels (film 3-5)
- Gerd-Michael Henneberg nel ruolo del feldmaresciallo Wilhelm Keitel
- Kurt Wetzel - Hermann Goring
- Joachim Pape - Martin Bormann
- Erich Gerberding- Ernst Busch
- Angelika Waller [ de ]  - Eva Braun
- Hans-Hartmut Krueger - Hans Krebs
- Werner Wieland- Ludwig Beck
- Otto Dierix nel ruolo di Erwin von Witzleben
- Peter Sturm nel ruolo del colonnello generale Walter Model
- Herbert Curbs - Heinz Guderian
- Alfred Struve  - Claus von Stauffenberg
- Siegfried Weiss - Erich von Manstein
- Peter Marx nei panni di Theodor Busse, capo dello staff di Manstein
- Fred Mar- Sepp Dietrich
- Werner Diessel  - Alfred Jodl
- Rolf Ripperger - Adolf Heusinger
- Fred Alexander nei panni di Elyas Bazna, "Cicerone", un agente tedesco
- I. Klose - Karl Wolf
- G. Schelske - Friedrich Fromm
- Wilfried Ortmann - Friedrich Olbricht
- Hans-Edgar Stecher - Wernher von Haeften
- Paul Berndt nel ruolo di Albrecht Merz von Quirnheim (film 3), Arthur Axmann (film 5)
- Heinrich Köhn - Otto-Ernst Römer
- Ernst-Georg Schwill - SS Scharführer nel bunker di Hitler
- Horst Gill - Otto Gunsche
- Otto Busse - Heinz Linge, Allen Dulles
- Martha Beschort-Dietz è un'anziana donna di Berlino
- Hans-Ulrich Lauffer nei panni di Gustav Schmidt, tenente generale, comandante della 19ª divisione Panzer
- Max Bernhardt- Carl Friedrich Goerdeler
- Fritz-Ernst Fechner - Colonnello Heinz Brandt
- Willy Schrade nel ruolo del tenente Heurich
- Ulrich Teschner - Tenente Bock
- Regina Bayer come segretaria di Goebbels
- Gert Hänsch nel ruolo del generale Helmut Weidling
- Günther Polensen - Sacerdote
- Gerd Steiger nei panni di Willy, un antifascista
- Ingolf Gorges nei panni di un soldato tedesco nella metropolitana
- Georg-Michael Wagner nei panni di Walter Wagner, il notaio che sposò Hitler ed Eva Braun

#### Polonia
- Stanislav Yaskevich 	Franklin Delano Roosvelt
- Daniel Olbrychsky	Autocisterna Henryk Dąbrowski
- Franciszek Pečka 	Sergente Pelka
- Jan Englert 	La petroliera Jan Wolny dell'esercito di Katukov
- Stanislav Mikulsky
- Barbara Brilska 	Elena
- Ignacy Makhovsky 	"Vecchio uomo"
- Venchislav Glinsky 	"Fabbro"
- Adam Pezhik 	Ufficiale tedesco che fischia all'ippodromo
- Cezary Julski 	Ufficiale tedesco che ha arrestato Henrik
- Maciej Nowakovsky 	Alexander Zavadsky
- Tadeusz Schmidt	Zygmunt Berling

#### Altri
- Ivo Garrani  - Benito Mussolini
- Florin Piersik  - Otto Skorzeny

## Produzione

### Pre-produzione
L'idea della realizzazione dei film nacque dopo la visione dei film americani il giorno più lungo (1963) e la battaglia dei giganti (1965), che indispettirono gli alti comandi sovietici poiché non veniva accennato l'importante ruolo dell'armata rossa nella caduta del 3° Reich .Nel 1965, un anno dopo l'inizio della segreteria di Brezhnev,  il Ministero della Cultura e il Ministero delle Finanze decisero di commissionare "un'epopea monumentale" che dimostrasse l'importanza del ruolo sovietico nella guerra, indicando come regista Jurij Ozerov, un veterano della guerra, che dopo la smobilitazione era diventato regista negli studi Mosfilm.
La sceneggiatura della serie, che in origine doveva essere una trilogia puramente storica, simile a un documentario, dopo il rifiuto di Konstantin Nekrasov e Viktor Simonov (che la vedevano come uno sforzo per riabilitare Stalin) è stata affidata a due noti scrittori: Oscar Kurganov, che si è occupato delle scene storiche, e Yuri Bondarev, che avrebbe dovuto scrivere tutti gli episodi di "trincea" come quelli che coinvolgono il capitano Tsvetaev, il maggiore Orlov e altri, giacché temendo che uno stile documentaristico avrebbe scoraggiato gli spettatori si propese infine di combinare personaggi di fantasia nella trama.
Dopo che entrambe le parti della sceneggiatura furono pronte, i tre iniziarono a metterle insieme. La sceneggiatura risultante è stata ampiamente modificataprima e durante le riprese, infatti il Comitato Centrale del PCUS ha direttamente supervisionato il lavoro della troupe cinematografica, stabilendo inoltre che fin dall'inizio, Jurij Ozerov avrebbe dovuto iniziare immediatamente con la battaglia di Kursk, senza considerare i primi due anni della "Grande Guerra Patriottica ".

### Le riprese
Ai film hanno partecipato in veste di consulenti centinaia tra specialisti e testimoni a degli eventi, Ozerov chiese anche al maresciallo Georgy Zhukov in persona di essere il principale consulente militare del film tuttavia,poiché all'epoca Zhukov aveva poca influenza politica,essendo stato costretto al pensionamento, l'establishment non lo approvò ed alla fine, il generale Sergei Shtemenko ha assunto il ruolo; ciònonostante Ozerov si consultò ufficiosamente con Zhukov e il maresciallo gli fornì la bozza delle sue memorie. C'erano anche altri consulenti: i generali Aleksandr Rodimcev, Grigory Oriol e Sergei Siniakov, il vice ammiraglio Vladimir Alexeyev, il colonnello dell'esercito polacco Zbigniew Załuski e il colonnello dell'esercito popolare nazionale Job von Witzleben.Da parte tedesca,  il colonnello dell'NNA Job-Wilhelm Henning Dietrich von Witzleben, pronipote del feldmaresciallo Erwin von Witzleben, uno dei partecipanti alla " cospirazione dei generali " del 20 luglio 1944.
Sebbene la creazione del film fosse stata prevista con la partecipazione di diversi stati socialisti europei, la maggior parte del budget è stata pagata dall'URSS. Gli studi cinematografici stranieri sono stati invitati a prendere parte alla produzione, oltre alla Mosfilm : la società della Germania dell'Est DEFA, la jugoslava Avala Film e l'italiana Dino de Laurentiis Cinematografica.
Una parte significativa dei costi erano costumi e armi poiché Ozerov richiedeva la massima veridicità. L'uniforme di Stalin è stata realizzata da un sarto che ha effettivamente cucito le uniformi di Stalin ed anche le uniformi tedesche, in mancanza di quelle originali, sono state realizzate per le riprese. I caschi, realizzati in plastica per risparmiare peso, sono stati realizzati presso la produzione ausiliaria di Mosfilm.  Le uniformi sovietiche furono prelevate dai magazzini in cui erano state conservate sin dalla guerra.
Le sezioni storiche con i capi e i generali sono state girate intenzionalmente in bianco e nero per assomigliare a vecchi filmati.
Le riprese dei primi tre film sono state effettuate nelle vicinanze della città di Pereyaslav-Khmelnitsky, vicino a Kiev, poiché Il permesso di filmare sulla scena di eventi reali non è mai stato ricevuto: infatti nei campi di battaglia c'era ancora un numero significativo di bombe e proiettili inesplosi, che potevano esplodere a causa delle esplosioni di scena o per il passaggio di attrezzature militari pesanti o veicoli della troupe.
3.000 truppe, 100 carri armati, 18 aerei militari e centinaia di pezzi di artiglieria furono usati per ricreare la battaglia di Kursk e 30 chilometri di trincee furono scavati per assomigliare alle fortificazioni di guerra. Ozerov supervisionava il set da una torre appositamente costruita, usando un fazzoletto per segnalare agli ingegneri quando far esplodere le cariche. In un'occasione, il regista si soffiò distrattamente il naso e "una tonnellata e mezza di tritolo è esplosa". Le riprese all'aperto del secondosi sono svolte in Lituania, vicino a Pabradė, poiché le paludi in Bielorussia, luogo delle battaglie del 1944 rappresentate nel film, erano state bonificate. Le parti italiane sono state girate a Roma, mentre la Conferenza di Yalta è stata girata nel Palazzo Livadia.
Le riprese si sono svolte anche in Polonia. Le scene a Varsavia sono state girate nella Piazza del Castello e nel quartiere di Służewiec. L'attentato del 20 luglio 1944 fu filmato nell'originale Wolfsschanze.
Il film finale dell'epopea raccontava gli ultimi giorni di guerra. A differenza dei precedenti, il quinto film è stato girato direttamente a Berlino, dove in quel momento era appena iniziata la ricostruzione di uno dei quartieri centrali. Tutte le vecchie case dovevano essere demolite per erigere al loro posto edifici moderni. È stato in questa zona che sono state effettuate le riprese, durante le quali è stato possibile far saltare in aria e abbattere edifici senza alcuna restrizione. Questa parte dell'epopea è stata vista dal maggior numero di spettatori, poiché è stata trasmessa in televisione il Giorno della Vittoria il 9 maggio più spesso di altri episodi.
L'assalto al Reichstag è stato filmato in diversi luoghi: A Berlino è stata trovata una cattedrale fatiscente (il duomo di Berlino ) , la cui facciata e la scala principale erano simili. I combattimenti all'interno dell'edifici sono stati girati negli studi della Mosfilm mentre sparatoria al piano di sopra è stata girata alla Berlin House of Technology.
Le riprese dell'allagamento della metropolitana di Berlino si sono svolte vicino a Mosca. In una delle chiuse del fiume Moscova fu costruita una riproduzione della metropolitana di Berlino, dove furono portati i vagoni portati da Berlino nel 1945. L'"allagamento" si è verificato a seguito del riempimento della chiusa.
Per le scene ambientate in Italia fu scelto l'attore Ivo Garrani per il ruolo di Mussolini, che è riuscito a riprodurre molti dei tratti caratteristici del Duce, e venne selezionata una flotta di veicoli storicamente affidabili. Ad esempio, Mussolini nel film guida una Fiat 2800 Ministeriale, utilizzata dall'élite del Regno d'Italia. Anche nella colonna delle auto di accompagnamento ci sono vere auto dell'epoca: Lancia Astura e Fiat 1500 del 1935. Le riprese di questi episodi sono avvenute direttamente a Roma.
150 carri armati,2.000 pezzi di artiglieria e 5.000 comparse, 3000 delle quali erano soldati dell'armata rossa, hanno preso parte alle riprese. Alcune stime collocano il costo finale di produzione intorno all'equivalente di 40 milioni di dollari americani.

### Mezzi
Il problema principale era l'equipaggiamento militare, soprattutto dell'esercito tedesco. Né l'URSS né la DDR avevano carri armati Tiger, Panther o Ferdinand funzionanti. Di conseguenza, sul telaio dei carri armati sovietici T-34-85 e del T-44 del dopoguerra, che aveva una sagoma piuttosto bassa, furono installate false torri con attributi caratteristici dei veicoli corazzati tedeschi.
Per le riprese in background, il ministro della Difesa dell'URSS, il maresciallo Rodion Malinovsky, ha ordinato di allocare circa 100 carri armati T-55 sovietici in più , che sono stati semplicemente ridipinti per assomigliare a quelli tedeschi. Tuttavia, l'equipaggiamento postbellico dell'esercito sovietico in episodi di massa è facilmente riconoscibile. Alcuni veicoli corazzati utilizzati nelle riprese non potevano effettivamente partecipare alle battaglie, poiché iniziarono a essere prodotti molto più tardi rispetto agli eventi mostrati - ad esempio, il carro medio T-34-85 con un cannone da 85 mm a canna lunga non poteva partecipare nella battaglia di Kursk, poiché entrò in truppa solo nella primavera del 1944 successivo. Ma a causa della mancanza di veicoli riparabili di un modello precedente, è il T-34-85 che partecipa costantemente ai film sovietici sulla guerra, compresi quelli sul suo periodo iniziale del 1941-1942. Inoltre in alcune scene è possibile vedere carri armati IS-3, T-62 e cannoni semoventi SU-100 (quest'ultimo - nel ruolo di cannoni semoventi tedeschi). In totale, nelle riprese sono stati coinvolti circa 150 carri armati.
Per quanto riguarda gli aerei furono utilizzati Yak-18 per i caccia sovietici ed il ceco Zlin Z-526 al posto dei Messerschmitt tedeschi.
Anche le auto della Grande Guerra Patriottica non erano sufficienti per le scene di massa. Pertanto, i veicoli del dopoguerra furono ampiamente utilizzati: GAZ-63 (1948), ZIL-157 (1958) e persino Ural-375 (1961).
Nella scena con la partecipazione della flottiglia Dnepr sono coinvolte barche della produzione postbellica del tipo Yaroslavets del progetto 376, strutturalmente ed esternamente simili alle barche della serie Ya utilizzate durante gli anni della guerra.

## Distribuzione
Il primo e il secondo film furono rilasciati insieme in 2.202 stampe il 7 maggio 1970 (comprese più di 200 stampe in 70 mm), due giorni prima del 25º anniversario del Giorno della Vittoria.
Il terzo film venne distribuita in 1.476 copie mentre i due film conclusivi, La battaglia di Berlino e L'ultimo assalto, sono stati distribuiti insieme in 1.341 copie.Nel mondo anglofono fu diffusa nel 1973 una versione più breve, di 118 minuti, con il titolo "The Great Battle", che in Italia ebbe una limitata distribuzione con il titolo "la grande battaglia" ed anche come "ordine da Berlino: vincere o morire! ".

## Accoglienza

### Box Office
Ufficialmente per l'uscita del primo e secondo film 56,1 milioni di persone hanno guardato il primo, di cui 56 milioni sono tornate dopo l'intervallo del secondo. Pur raggiungendo il primo posto al botteghino sovietico nel 1970 queste cifre erano inferiori al previsto, poiché alcuni dei film popolari sulla guerra che non avevano goduto di tale promozione avevano avuto dei riscontri di pubblico migliori. Insieme, sono anche il 31º e il 32º film sovietico di maggior incasso di sempre. il terzo film ha avuto 35,8 milioni di spettatori, arrivando al terzo posto al botteghino del 1971 ed infine, i due film conclusivi, La battaglia di Berlino e L'ultimo assalto vendettero 28 milioni di biglietti, raggiungendo l'11º posto per il 1972.
La serie è stata distribuita in 115 paesi in tutto il mondo. Nella Repubblica popolare di Bulgaria, ha venduto un totale di 7 milioni di biglietti. Nella Repubblica Democratica Tedesca, 4 milioni di persone hanno guardato i primi due film.

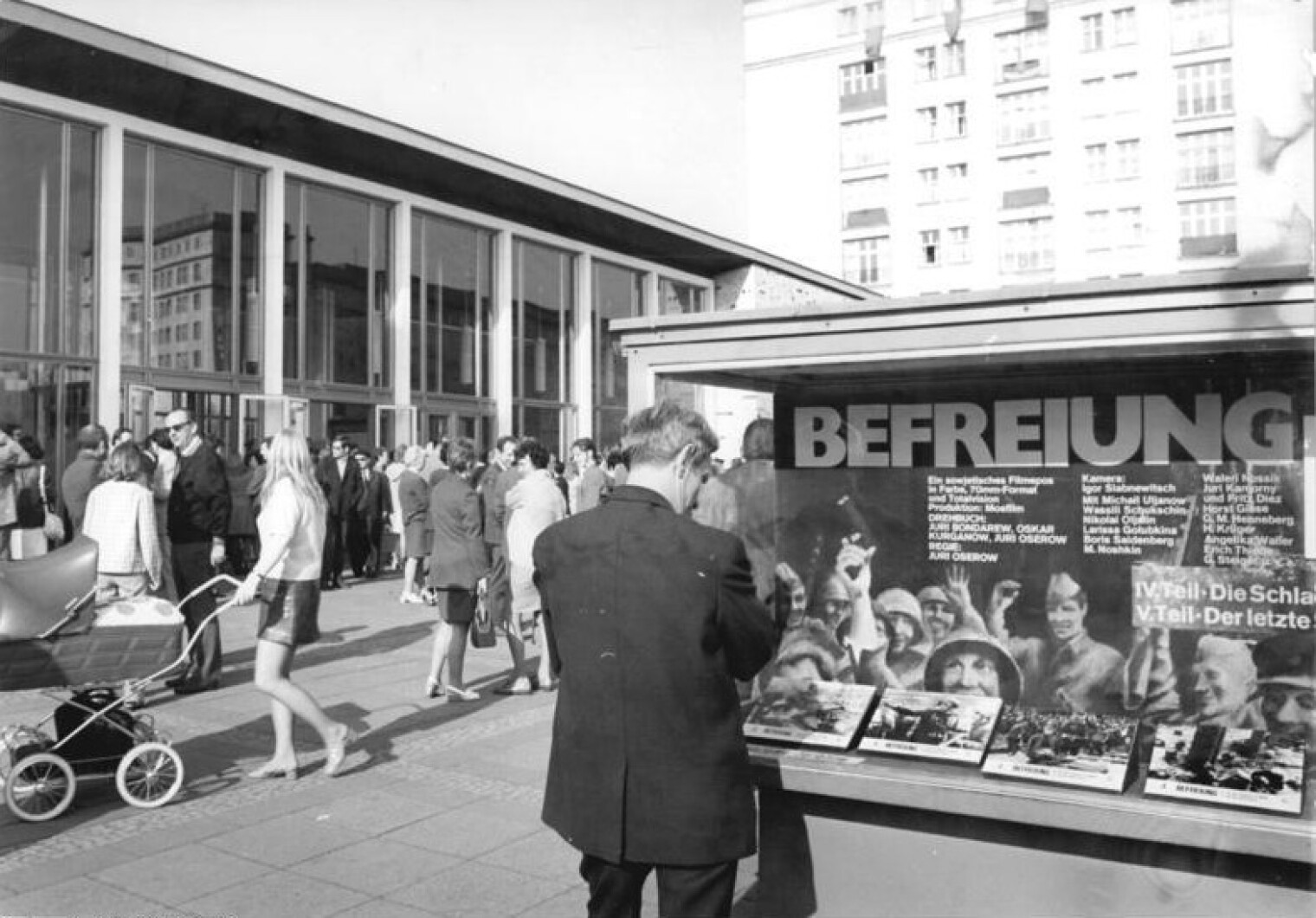
prima del film V a Berlino

Secondo le statistiche ufficiali sovietiche, i cinque film hanno venduto più di 400 milioni di biglietti in tutto il mondo.

## Incongruenze storiche
- Un episodio del 5° film riguarda l'allagamento della metropolitana di Berlino. Nel film, Hitler ordina di aprire le chiuse e di far entrare le acque nella metropolitana per impedire il passaggio delle truppe sovietiche attraverso di essa. Questo episodio si basa in parte su eventi reali, ma molto di più sulla loro interpretazione ufficiale, imposta dalla propaganda sovietica, sul coinvolgimento della dirigenza del Terzo Reich e di Hitler personalmente in questa tragedia. Solo in tempi relativamente recenti, dopo il 1990, si è saputo che in realtà l'esplosione, che ha portato alla distruzione del tunnel e al suo riempimento d'acqua su un tratto di 25 chilometri, dove si nascondeva un gran numero di civili e feriti, è stata causata dalla 2ª brigata d'assalto e dai genieri sovietici dell'8ª armata di guardie del generale VI Chuikov. Anche il numero di corpi recuperati dalle stazioni della metropolitana allagate fu in seguito notevolmente esagerato, poiché l'acqua nella metropolitana arrivava lentamente e la popolazione aveva abbastanza tempo per lasciare le stazioni, e la maggior parte dei morti trovati, come detto, molto probabilmente morì prima il diluvio dovuto ad altre cause, da ferite e malattie.